# Batalla dels Comtes
La batalla dels Comtes o batalla de Nàpols fou una de les batalles de la Guerra de Sicília entre la Corona d'Aragó i el Regne de Nàpols que tingué lloc el 23 de juny de 1287. S'anomena la batalla dels comtes perquè les forces angevines del comte Robert d'Artois estaven comandades pel comte d'Avella, el comte de Brienne, el comte de l'Aquila, i el comte de Nola.

## Antecedents
Després de la vistòria al combat de Malta el 1283, Roger de Llúria va provocar als angevins atacant la costa calabresa, Nàpols a i Posilipo. Finalment, en absència de Carles I d'Anjou, el príncep de Salerno va armar un estol i anar al seu encontre, sent atacat prop de Nàpols per Carles de Salerno el coix que fou derrotat i capturat.
Del 1282 al 1285 el conflicte entre les dues corones es va treslladar a Catalunya, on la Croada contra la Corona d'Aragó fou humiliantment derrotada en la batalla del coll de Panissars i la batalla naval de les Formigues. A començaments de 1285 va morir a Foggia Carles I d'Anjou, i Carles II el coix va ser proclamat successor però com encara era presoner dels catalans van exercir la regència el seu nebot Robert d'Artois i Gerard de Parmo.
Roger de Llúria va atacar el Llenguadoc el febrer de 1286 i Bernat de Sarrià i Berenguer de Vilaragut atacaven la costa de la Pulla l'estiu del mateix any com a venjança per la invasió que els francesos van fer a Catalunya uns mesos abans, amb la intenció de minvar les possibilitats d'aprovisionament de naus i homes per al bàndol angeví en la Guerra de Sicília.
Honori IV va pressionar als angevins perquè reprengués l'assalt a Sicília i van aplegar 40 galeres a Bríndisi i 43 més a Sorrento. L'abril de 1287 l'estol de Brindisi, comandat per Reynald III Quarrel, Comte d'Avella va desembarcar a Augusta l'1 de maig, prenent la vila i el castell.
Tan bon punt com Jaume el Just ho va conèixer, va enviar l'estol de Roger de Llúria, però l'estol angeví ja havia marxat a Sorrento vorejant l'illa pel sud, i es va reunir amb l'estol de Narjot de Toucy, en una maniobra de distracció de la flota de la Corona d'Aragó, per iniciar una nova invasió pel sud-oest de Sicília.

## Tàctiques
Els estols de Roger de Llúria van buscar l'estol que havia escapat d'Augusta i el va trobar a Nàpols el 23 de juny de 1287, però tan a prop de la ciutat que no el podien atacar, i va iniciar un bombardeig de la ciutat per atraure als angevins.
L'estol angeví, comandat per Robert d'Artois es componia de cinc esquadrons, cada un comandat per un comte: Reynald III Quarrel, comte d'Avella, Hug de Brienne, comte de Brienne, Jean de Joinville, comte de l'Aquila i Guy de Montfort, comte de Nola, cada un amb la seva galera insígnia, amb quatre galeres a cada costat i dos al darrere, i la de l'almirall, amb dues més al davant. La resta de galeres estaven de reserva, i dues naus escortaven els estendards papal i angeví. Roger de Llúria disposava de la quarantena de galeres amb les que va seguir la flota des de Sicília, i va usar la seva tàctica de retirar-se fins a dispersar l'estol enemic per contraatacar pels flancs atacant els rems.
La batalla va durar tot el dia i finalment Enric de Mari va escapar i els catalans, que disposaven de menys naus, però amb tripulacions i soldats més experimentats en combat naval i accions d'abordatge, van capturar 40 galeres i 5.000 presoners, incloent la majoria de la noblesa angevina.

## Conseqüències
Poc després de la victòria naval, les forces angevines d'Augusta es van rendir.
Carles II d'Anjou va ser alliberat en virtut dels tractats d'Oloron i de Canfranc i va ser coronat a Rieti el 29 de maig de 1289 rebent del Papa el títol de Carles de Palerm i el de rei de Sicília, i es va signar una treva per dos anys.
La mort d'Alfons el Franc el 1291 donà origen, quatre anys més tard, a un nou gran conflicte entre la Corona d'Aragó i el Regne de Sicília doncs Jaume el Just fou proclamat comte rei de la Corona d'Aragó i delegà el regne de Sicília en el seu germà petit.